# Periscyphis barnardi
Periscyphis barnardi är en kräftdjursart som beskrevs av Franco Ferrara och Stefano Taiti1985. Periscyphis barnardi ingår i släktet Periscyphis och familjen Eubelidae. Inga underarter finns listade i Catalogue of Life.